# Arthur Stanley Hirst
Arthur Stanley Hirst (1883-1930), aussi appelé Stanley Hirst, est un entomologiste, arachnologiste et myriapodologiste anglais, spécialiste des acariens. Il a notamment travaillé au musée d'histoire naturelle de Londres.

## Biographie
Né à Hackney, au Royaume-Uni, d'un père médecin, Arthur Stanley Hirst étudie la zoologie au University College de Londres.
En octobre 1985, il devient assistant au Musée d'histoire naturelle de Londres, remplaçant ainsi Reginald Innes Pocock à la tête des collections des arachnides et des myriapodes. Il y poursuit ses travaux sur les acariens, mais aussi sur les araignées d'Australie et d'Inde.
En 1927, il quitte le musée d'histoire naturelle de Londres et rejoint l'Australie pour raison de santé. Il poursuit ses études à l'université d'Adélaïde.
Il meurt en mer le 4 mai 1930, lors d'un voyage vers le Royaume-Uni.

## Publications
- Descriptions of new harvest-men of the family Phalangodidae (1912)
- The Percy Sladen Trust Expedition to the Indian Ocean in 1905 under the leadership of Mr. J. Stanley Gardiner (1913)
- Report on the Arachnida and Myriapoda collected by the British Ornithologists' Union Expedition and the Wollaston Expedition in Dutch New Guinea (1914)
- Studies on Acari No. 1. (1919)
- Species of Arachnida and Myriopoda (scorpions, spiders, mites, ticks and centipedes) injurious to man (1920)
- On some arachnid remains from the Old Red sandstone (Rhyne chert bed, Aberdeenshire) (1923)
- On some new genera and species of Arachnida (1926)